# Tân Huyền
Tân Huyền (1931-2008), tên thật Phan Văn Tần, là một nhạc sĩ thuộc thể loại nhạc cách mạng của Việt Nam. Ông sinh vào ngày 5 tháng 4 năm 1931 tại Đức Thọ, Hà Tĩnh. Âm nhạc của Tân Huyền thấm đẫm giai điệu ngọt ngào điệu ví câu hò của mảnh đất xứ Nghệ quê hương ông, mang nặng tình yêu đất nước.
Trong kháng chiến chống Pháp, ông làm công tác tuyên truyền văn nghệ ở Nghệ An. Hoà bình lập lại, ông công tác tại Vụ Nghệ thuật (Bộ Văn hoá), sau đó chuyển về Sở Văn hoá rồi về Hội Nhạc sĩ Việt Nam năm 1975.
Ông từ trần hồi 5 giờ 25 phút ngày ngày 13 tháng 6 năm 2008 tại Bệnh viện Hữu nghị Hà Nội.
Nhiều sáng tác của ông đã được trao giải thưởng của Hội Văn học - Nghệ thuật Trung ương và địa phương, các ngành, các đoàn thể: Giải thưởng Nhà nước về văn học nghệ thuật, 6 giải thưởng của Hội nhạc sĩ Việt Nam, 1 giải nhất của Bộ quốc phòng, 4 giải Hạ Long, 3 giải Hoa Phượng Đỏ, 3 giải Hà Nội. Được tặng thưởng Huân chương Lao động hạng nhì, Huân chương Kháng chiến chống Mỹ cứu nước hạng Nhất.
Ngoài sáng tác ca khúc, ông còn viết một số tổ khúc hợp xướng và ca cảnh.

## Tác phẩm tiêu biểu
- Cỏ non thành cổ
- Nhớ vào quê em (1950)
- Tiếng hò trên đất Nghệ An
- Một mình với sông La
- Mỗi bước ta đi thêm yêu Tổ quốc
- Xe ta đi trong đêm Trường Sơn
- Em đứng giữa giảng đường hôm nay
- Có một chiều như thế Hô Gươm
- Chị ong nâu và em bé
- Cháu vẽ ông mặt trời